# Sierpień 2023

## 31 sierpnia
- Co najmniej 74 osoby zginęły, a dziesiątki zostały ranne w nocnym pożarze pięciopiętrowego, nielegalnie zamieszkiwanego budynku w Johannesburgu, największym mieście w Republice Południowej Afryki[1].

## 27 sierpnia
- Zakończyły się 19. Mistrzostwa Świata w Lekkoatletyce, rozgrywane w Budapeszcie. Pierwsze miejsce w klasyfikacji medalowej zajęły Stany Zjednoczone[2].

## 25 sierpnia
- Do wybuchu paniki na stadionie doszło w Antananarywie, stolicy Madagaskaru, podczas otwarcia 11. edycji Igrzysk Wysp Oceanu Indyjskiego. Zginęło 13 osób, a 107 zostało rannych[3].

## 23 sierpnia
- Doszło do katastrofy lotniczej w miejscowości Kużenkino (obwód twerski), w której uczestniczył prywatny Embraer Legacy 600 lecący z Moskwy do Petersburga, z 10 osobami na pokładzie. Wszystkie osoby miały zginąć. Według agencji TASS na podkładzie miał znajdować się Jewgienij Prigożyn oraz Dmitrij Utkin, przywódcy grupy Wagnera[4][5][6][7].

## 17 sierpnia
- Doszło do katastrofy lotniczej w miejscowości Elmina (Malezja). Lekki samolot odrzutowy rozbił się na autostradzie, uderzając w motocykl i samochód. Zginęło 10 osób, w tym sześciu pasażerów, dwóch członków załogi oraz dwie osoby na ziemi[8].

## 15 sierpnia
- Co najmniej 65 osób zginęło, a 20 uznano za zaginione w wyniku powodzi i osunięć ziemi w północnych Indiach[9].
- Inwazja Rosji na Ukrainę: Rosja przeprowadza zakrojony na szeroką skalę nalot na Lwów i północno-zachodni obwód wołyński, zabijając co najmniej trzech cywilów i raniąc kilkanaście innych[10].
- Polska zaprezentowała swoje uzbrojenie i systemy obronne na defiladzie wojskowej w Warszawie z udziałem 2000 żołnierzy, 200 pojazdów i 100 samolotów[11].

## 14 sierpnia
- Co najmniej 35 osób zginęło, a 80 zostało rannych w wyniku eksplozji na stacji benzynowej w Machaczkale w Dagestanie, w Rosji[12].
- W Trypolisie wybuchły walki między 444 Brygadą a Specjalnymi Siłami Odstraszania po tym, jak szef 444 Brygady został rzekomo zatrzymany przez Specjalne Siły Odstraszania na lotnisku w Trypolisie. Zginęło 27 osób, a ponad 100 zostało rannych[13].
- Co najmniej 25 górników zginęło, a 14 uznano za zaginionych po osunięciu się ziemi w kopalni jadeitu w Hpakant w Birmie[14].
- 11 osób zginęło, 10 zaginęło, a 30 zostało rannych w eksplozji na targu w San Cristóbal na Dominikanie[15].
- 11 osób zginęło, a dziewięć zostało rannych w zderzeniu ciężarówki z minibusem w pobliżu Landżik w Armenii[16].

## 13 sierpnia
- 26 osób zginęło, a 55 zostało rannych w wyniku nalotu na centrum miasta Finote Selam w regionie Amhara w Etiopii[17].
- Inwazja Rosji na Ukrainę: Siły rosyjskie zaatakowały obwód chersoński, zabijając siedem osób, w tym niemowlę, i raniąc 20 innych[18].

## 12 sierpnia
- Inwazja Rosji na Ukrainę: 
  - Jedna osoba zginęła, a 12 zostało rannych w rosyjskim ataku bombą lotniczą na Orichiw w obwodzie zaporoskim[19].
  - Dochodzenie rządowe ujawniło korupcję w centrach rekrutacyjnych w 11 regionach i wszczęto 112 postępowań karnych. Łapówki wynosiły średnio ok. 6 tys. dolarów za zaświadczenie lekarskie zwalniające ze służby wojskowej[20].
  - Rosyjskie Ministerstwo Obrony stwierdziło, że zestrzelono nad Krymem 20 ukraińskich dronów[21]. Przywódca Republiki Krymu Siergiej Aksionow poinformował, że nad mostem Kerczeńskim zestrzelono trzy ukraińskie rakiety[22].
- Włoska policja odzyskała ze Stanów Zjednoczonych 266 antyków z okresu greckiego, rzymskiego i etruskiego, wartych dziesiątki milionów euro[23].

## 11 sierpnia
- 21 osób zginęło, a sześć innych uznano za zaginione po lawinach błotnych spowodowanych ulewnymi deszczami w pobliżu Xi’an, Shaanxi, Chiny. Tysiące ludzi zostało ewakuowanych[24].
- Do 80 osób wzrosła liczba ofiar śmiertelnych pożarów na wyspie Maui, a 11 tys. domów i firm pozostało bez prądu[25].
- Wspólnota Gospodarcza Państw Afryki Zachodniej (ECOWAS) ogłosiła nadzwyczajny szczyt po tym, jak rząd Nigru odrzucił ultimatum przywrócenia poprzedniego prezydenta[26].
- Inwazja Rosji na Ukrainę: Wołodymyr Zełenski ogłosił dymisję wszystkich szefów obwodowych wojskowych ośrodków rekrutacyjnych z powodu korupcji, nadużywania władzy i oszustw[27].
- Prawie 14 tys. mieszkańców Lublina zostało zmuszonych do ewakuacji po tym, jak na terenie przedwojennej fabryki znaleziono niewybuch bomby[28].
- Rosja wystrzeliła lądownik księżycowy Łuna 25 z kosmodromu Wostocznyj, który wyląduje w pobliżu południowego bieguna Księżyca. Misja zbada skład polarnej gleby księżyca, a także plazmę i pył zawarte w księżycowej egzosferze[29].

## 10 sierpnia
- 23 żołnierzy zginęło, a 10 zostało rannych podczas zasadzki Państwa Islamskiego na pojazd wojskowy w Dajr az-Zaur w Syrii[30].
- Do 53 wzrosła liczba ofiar śmiertelnych pożarów na wyspie Maui na Hawajach w USA[31].
- Inwazja Rosji na Ukrainę:
  - Co najmniej jedna osoba zginęła, a 14 zostało rannych w rosyjskim ataku rakietowym na hotel w Zaporożu[32].
  - Sześciu cywilów zostało rannych po tym, jak siły rosyjskie zaatakowały Torećk za pomocą moździerzy i bomb lotniczych[33].
  - Administracja wojskowa Kupiańska ogłosiła rozpoczęcie ewakuacji ludności cywilnej z rejonu kupiańskiego w obwodzie charkowskim z powodu zintensyfikowania rosyjskich ataków i ostrzałów[34].
- Amerykańska firma zajmująca się lotami kosmicznymi Virgin Galactic rozpoczęła swój pierwszy kosmiczny lot turystyczny, Galactic 02. Turystki z Antigui i Barbudy, Keisha Schahaff i Anastatia Mayers, zostały pierwszym duetem matka-córka i pierwszymi ludźmi z Karaibów, którzy lecą w kosmos[35].

## 9 sierpnia
- 11 osób zginęło w pożarze w pensjonacie dla osób niepełnosprawnych w Wintzenheim w Alzacji we Francji[36].
- Inwazja Rosji na Ukrainę: Co najmniej trzy osoby zginęły, a siedem zostało rannych w rosyjskim ataku rakietowym na dzielnicę mieszkaniową w Zaporożu[37].

## 8 sierpnia
- W Portugalii spłonęło 7 tys. hektarów lasów, a 1400 osób zostało ewakuowanych[38].
- Unijny serwis Copernicus dotyczący zmian klimatu poinformował, że lipiec 2023 roku był najcieplejszym lipcem w historii, podczas gdy bieżący rok jest trzecim najcieplejszym rokiem w historii[39].

## 7 sierpnia
- Inwazja Rosji na Ukrainę: 
  - Co najmniej dziewięć osób zginęło, a 88 zostało rannych w wyniku podwójnego uderzenia rakietowego w budynki mieszkalne w Pokrowsku w obwodzie donieckim[40][41].
  - Siły rosyjskie uderzyły czterema bombami kierowanymi FAB-250 w prywatne domy w Kruhlakiwce w obwodzie charkowskim, zabijając co najmniej dwóch cywilów i raniąc co najmniej pięciu kolejnych[42].

## 6 sierpnia
- 24 osoby zginęły w wyniku wpadnięcia minibusa do wąwozu w pobliżu Demnate, Bani Mallal-Chunajfira w Maroku[43].
- W południowej części Pakistanu, wykoleił się pociąg jadący trasą z Karaczi do Islamabadu. W wyniku katastrofy zginęło co najmniej 15 osób, a 50 zostało rannych[44].
- W Hiroszimie, w Japonii odbyły się uroczyste obchody 78. rocznicy ataku atomowego na Hiroszimę podczas II wojny światowej. W uroczystościach wzięli udział przedstawiciele 111 państw[45].
- W Warszawie miał miejsce pożar zabytkowej kamienicy przy ul. Kawęczyńskiej 15 (obiekt ujęty jest w Gminnej Ewidencji Zabytków oraz na terenie historycznego układu urbanistycznego ulicy Kawęczyńskiej, wpisanego do rejestru zabytków w 2021 roku)[46][47].
- Na pomniku Matka Ojczyzna w Kijowie zamontowano ukraiński trójząb (tryzub), który zastąpił zdemontowany kilka dni wcześniej godło ZSRR[48].
- Amerykański film Barbie został pierwszym filmem solowej reżyserki (Greta Gerwig), który przekroczył 1 miliard dolarów w światowym box office[49].

## 5 sierpnia
- Co najmniej 17 osób zginęło, a 18 uznano za zaginionych w wyniku osunięcia się ziemi w Shovi w Gruzji[50].
- Inwazja Rosji na Ukrainę: 
  - Ukraina stwierdziła, że uszkodzono rosyjski tankowiec Sig podczas ataku morskiego drona na Morzu Czarnym w pobliżu Mostu Krymskiego[51].
  - W Dżuddzie w Arabii Saudyjskiej odbyły się rozmowy pokojowe, które trwały dwa dni i wzięli w nich udział urzędnicy z ok. 40 krajów, jednak nie z Rosji[52].
  - Rosja uderzyła w centrum transfuzji krwi w Kupiańsku w obwodzie charkowskim, zabijając dwie osoby i raniąc cztery[53].
- Indyjska sonda Chandrayaan-3 pomyślnie weszła na orbitę Księżyca przed drugą próbą lądowania na Księżycu tego kraju między 23 a 24 sierpnia tego roku[54].

## 4 sierpnia
- Co najmniej 18 osób zginęło w zachodnim Meksyku po tym, jak autobus zjechał z autostrady i spadł do wąwozu[55].
- Inwazja Rosji na Ukrainę: Służba Bezpieczeństwa Ukrainy (SBU) przeprowadziła operację specjalną w bazie rosyjskiej floty w Noworosyjsku. W wyniku ataku łodzi bezzałogowych (dronów morskich) został poważnie uszkodzony okręt desantowy Oleniegorskij gorniak[56].
- Korea Północna potwierdziła, że amerykański żołnierz Travis King, który 18 lipca br. przekroczył linię demarkacyjną i uciekł do Korei Północnej, przetrzymywany jest w północnokoreańskim areszcie[57].
- Prezydent RP Andrzej Duda podpisał nowelizację Kodeksu rodzinnego i opiekuńczego, czyli tak zwaną „ustawę Kamilka”[58][59].
- Na Cmentarzu Powstańców Warszawy odbył się pogrzeb dziewięciu ofiar powstania warszawskiego, których szczątki wydobyto w trakcie prac archeologicznych przy ul. Koźmińskiej 7, na terenie Specjalnego Ośrodka Szkolno-Wychowawczego dla Dzieci Słabowidzących nr 8 na Czerniakowie[60].

## 3 sierpnia
- W Sztokholmie, w Szwecji doszło do zamieszek podczas trwania Festival Eritrea Scandinavia. Co najmniej kilkadziesiąt osób zostało rannych, a 180 zatrzymanych przez policję[61].
- Odsłonięto pomnik trenera i działacza piłkarskiego Floriana Krygiera w Szczecinie[62].
- W wieku 111 lat zmarła najstarsza żyjąca Polka Józefa Ciesielska[63].

## 2 sierpnia
- Inwazja Rosji na Ukrainę:
  - Dwa silosy ze zbożem i szereg innych budynków zostało zniszczonych lub uszkodzonych w wyniku rosyjskiego ataku z użyciem dronów na ukraiński port Izmaił nad Dunajem przy granicy z Rumunią[64].
  - Miał miejsce rosyjski atak dronami na Kijów[65].
- W nocy z 1 na 2 sierpnia, prezydent Tunezji Kajs Su’ajjid zdymisjonował premier Najlę Bouden. Tego samego dnia na premiera został powołany Ahmad al-Haszszani[66].
- Na terenie dawnego obozu zagłady w Treblince odbyły się uroczyste obchody 80. rocznicy powstania w Treblince[67].

## 1 sierpnia
- Inwazja Rosji na Ukrainę:
  - W nocy z 31 lipca na 1 sierpnia doszło do ataku ukraińskich dronów na Moskwę[68].
  - Rosyjskie ministerstwo obrony oskarżyło siły ukraińskie o atak na okręty marynarki wojennej oraz cywilne statki na Morzu Czarnym[69].
- Przed budynkiem konsulatu honorowego Szwecji w Izmirze w zachodniej Turcji został postrzelony jego pracownik[70].
- Minister kultury i dziedzictwa narodowego prof. Piotr Gliński powołał Jana Edmunda Kowalskiego na stanowisko pełnomocnika do spraw obchodów 80. rocznicy wybuchu powstania warszawskiego[71].
- Przy pomniku Gloria Victis na cmentarzu Wojskowym na Powązkach w Warszawie odbyły się centralne uroczystości w ramach obchodów 79. rocznicy wybuchu powstania warszawskiego. W uroczystościach udział wzięli Prezydent RP Andrzej Duda oraz premier Mateusz Morawiecki[72].
- Z okazji obchodów 79. rocznicy powstania warszawskiego oraz 80. rocznicy powstania w Treblince odsłonięto przy ul. Marszałkowskiej 60 w Warszawie, tablicę upamiętniającą Pereca i Samuela Willenbergów[73].